# 6818 Sessyu
6818 Sessyu è un asteroide della fascia principale. Scoperto nel 1983, presenta un'orbita caratterizzata da un semiasse maggiore pari a 2,2156641 UA e da un'eccentricità di 0,0832242, inclinata di 4,25103° rispetto all'eclittica.